# گالدهوپیگن
گالدهوپیگن (به نروژی: Galdhøpiggen) بلندترین کوه در نروژ، اسکاندیناوی و شمال اروپا است که ۲٬۴۶۹ متر از سطح دریا ارتفاع دارد.